# Мар, Аркадий Маркович
Аркадий Маркович Мар (род. 22 декабря 1945, Ташкент) — писатель, журналист, редактор, радиожурналист. Издатель и Главный редактор газеты «Русскоязычная Америка» Нью-Йорк, США. Член СП СССР, России, Москвы, Узбекистана. Член Международного Пенклуба.

## Биография
Родился в семье журналиста и преподавателя музыки. Окончил музыкальное училище, затем Ташкентскую Консерваторию (факультет «Специальное фортепиано»). 15 лет проработал в Республиканской Специальной музыкально-художественной школе-интернате. С 1995 года живёт в Нью-Йорке, США.
Первые рассказы были опубликованы в 1977 году в республиканском литературном альманахе «Молодость» (Ташкент). Печатался в газетах и журналах Узбекистана, многие рассказы звучали в литературных передачах республиканского радио. Участник Всесоюзных семинаров молодых писателей в Ленинграде, проводимых журналом «Костёр».
С 1995 года проживает в Нью-Йорке, США. Издатель и Главный редактор газеты «Русская Америка, NY» с 2000—2013 гг. Издатель и Главный редактор газеты «Русскоязычная Америка, NY» с 2013 по настоящее время.
Одиннадцать лет вёл еженедельную часовую авторскую программу «Америка и Мир» на старейшей американской русскоязычной радиостанции «Надежда». Провёл более трехсот эфиров, в которых брал интервью у политиков, бизнесменов, артистов, писателей разных стран мира.

## Награды и премии
- «Лучшая детская книга России», 1990
- «Артиада народов России», 2004
- «Серебряная Литера», 2006
- Лауреат Международной литературной премии Владислава Крапивина, 2008
- Лауреат конкурса «Преодоление» имени А. И. Куприна, 2021
- Дипломант Литературной премии "За верность русской литературе имени И.А. Бунина с вручением медали "И.А. Бунина",  2021
- Знак-орден Русского Зарубежья «Великомученник Император Николай II»
- Медаль «Сарыбай би Айдос-улы» (Казахстан)

### Публикации в периодических изданиях
«Роман-газета» (Москва), «Литературные знакомства» (Москва", «У Никитских ворот» (Москва), «Московский Парнас» (Москва), «Новые Витражи» (Москва), «Полярная Звезда» (Москва), «Клаузура» (Москва), «Костёр» (С-Петербург), «Вертикаль» (Нижний Новгород), «Чаша Круговая» (Екатеринбург), «День и Ночь» (Красноярск), «Петровский Мост» (Липецк), «Приокские зори» (Тула), «Ковчег» (Тула), «Донская сотня» (Ростов на Дону), «Артбухта» (Севастополь), «Звезда Востока» (Ташкент), «Антология UZ — Альтернативная литература Узбекистана» (Ташкент), «Арт-Литера» (Болгария), «Нить»(Великобритания)